# Граудынь, Юлия Игоревна
Ю́лия И́горевна Гра́удынь (в девичестве — Филиппова, род. 13 ноября 1970 года, Москва, СССР) — советская и российская легкоатлетка, выступавшая в барьерном беге на спринтерские дистанции, призёр чемпионатов мира и Европы, многократная чемпионка России, рекордсменка России. Мастер спорта международного класса.
Первый тренер — Т. Козлова.
На чемпионате мира 1995 года в Гётеборге выиграла финальный забег на 100 м с/б, но его результаты были аннулированы из-за падения одной из спортсменок. В итоге был назначен повторный забег, в котором Граудынь заняла 3-е место.
Бронза на чемпионате мира 1995 года в Гётеборге — последняя на данный момент награда российских барьеристок на дистанции 100 метров на чемпионатах мира и Олимпийских играх.

## Семья
- Отец — Игорь Иванович Филиппов, работал учителем физкультуры в московской школе № 1206 в Ясенево, в которой училась и его дочь.
- Муж — Владимир Граудынь (род. 1963) — советский легкоатлет, бегун на средние дистанции, участник Олимпиады-1988 в Сеуле в беге на 800 м.
- Дочь — Полина Граудынь (род. 17 июгя 1998), легкоатлетка, выступающая в беге с барьерами на 60 и 100 метров.
- Сын — Павел Граудынь (род. 19 ноября 2006), фехтовальщик на саблях, член сборной России, призёр чемпионата Европы 2025 года[1]

## Личные рекорды
- 100 м с/б — 12,62 сек (30 августа 1994, Берлин)
- 50 м с/б (в зале) — 6,73 сек (27 января 1995, Москва) — действующий рекорд России
- 60 м с/б (в зале) — 7,94 сек (30 января 2000, Самара)